# 스트룀순드시

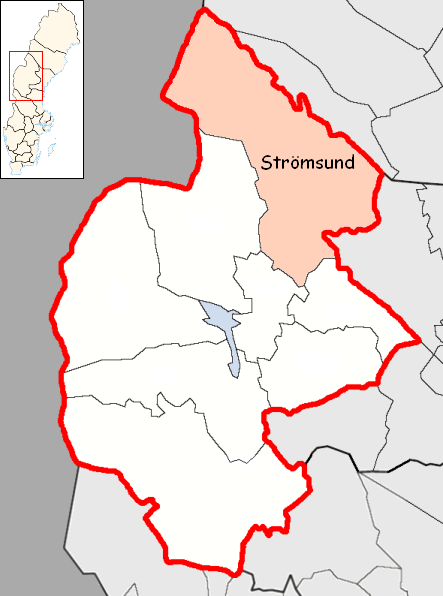
스트룀순드 시의 위치

스트룀순드시(스웨덴어: Strömsunds kommun)는 스웨덴 옘틀란드주에 위치한 지방 자치체로 행정 중심지는 스트룀순드이며 면적은 11,780.57km2, 인구는 11,809명(2016년 12월 31일 기준), 인구 밀도는 1.0명/km2이다.

시 문장